# Rheinau (Zurich)
Pour les articles homonymes, voir Rheinau.
Rheinau est une commune suisse du canton de Zurich, située dans le district d'Andelfingen.

## Armoiries
« D'azur saumon en argent tendu montant vers la gauche ».

## Géographie
À Rheinau, le Rhin forme une double boucle, la localité se trouvant dans la boucle occidentale en face de l'île sur laquelle se situe un monastère. Le Rhin y est traversé par une centrale hydro-électrique. La localité est bordée sur trois côtés par l'Allemagne.
26,7 % de la surface de la commune sert à l'agriculture, 54,8 % est couvert de forêt, 4,2 % est recouvert par les voies de circulation, 7,1 % par l'agglomération et le restant est recouvert par les eaux.

## Population
- Densité de la population : 145,6 habitants/km2.
- Budget moyen par ménage (2000) : 591 francs suisses.
- Confessions (2010) : 34 % réformée, 31 % catholique, 35 % autre ou sans appartenance confessionnelle.

## Politique
Lors des dernières Élections fédérales suisses de 2011, les voix des électeurs se sont réparties de la façon suivante :
- Union démocratique du centre (UDC) 29,10 %,
- Parti socialiste suisse 20,60 %,
- Verts 10,34 %,
- Parti démocrate-chrétien (PDC) 10,26 %,
- Parti vert’libéral 7,82 %,
- Parti radical-démocratique suisse (PRD) 6,99 %,
- Parti bourgeois démocratique Suisse (PBD) 5,59 %,
- Parti évangélique suisse 2,22 %.

Sous l'impulsion de son maire, la commune souhaite tester en 2018 l'introduction du revenu de base inconditionnel (RBI), massivement rejetée en votation fédérale en 2014.

## Personnalités

### Citoyens d'honneur
- En 1870, Johann Wipf (Père Pirmin) (1802-1874).
- En 1923, Friedrich Ris (1867-1931).
- En 1943, Rupert Nieberl (1872-1949).

## Histoire

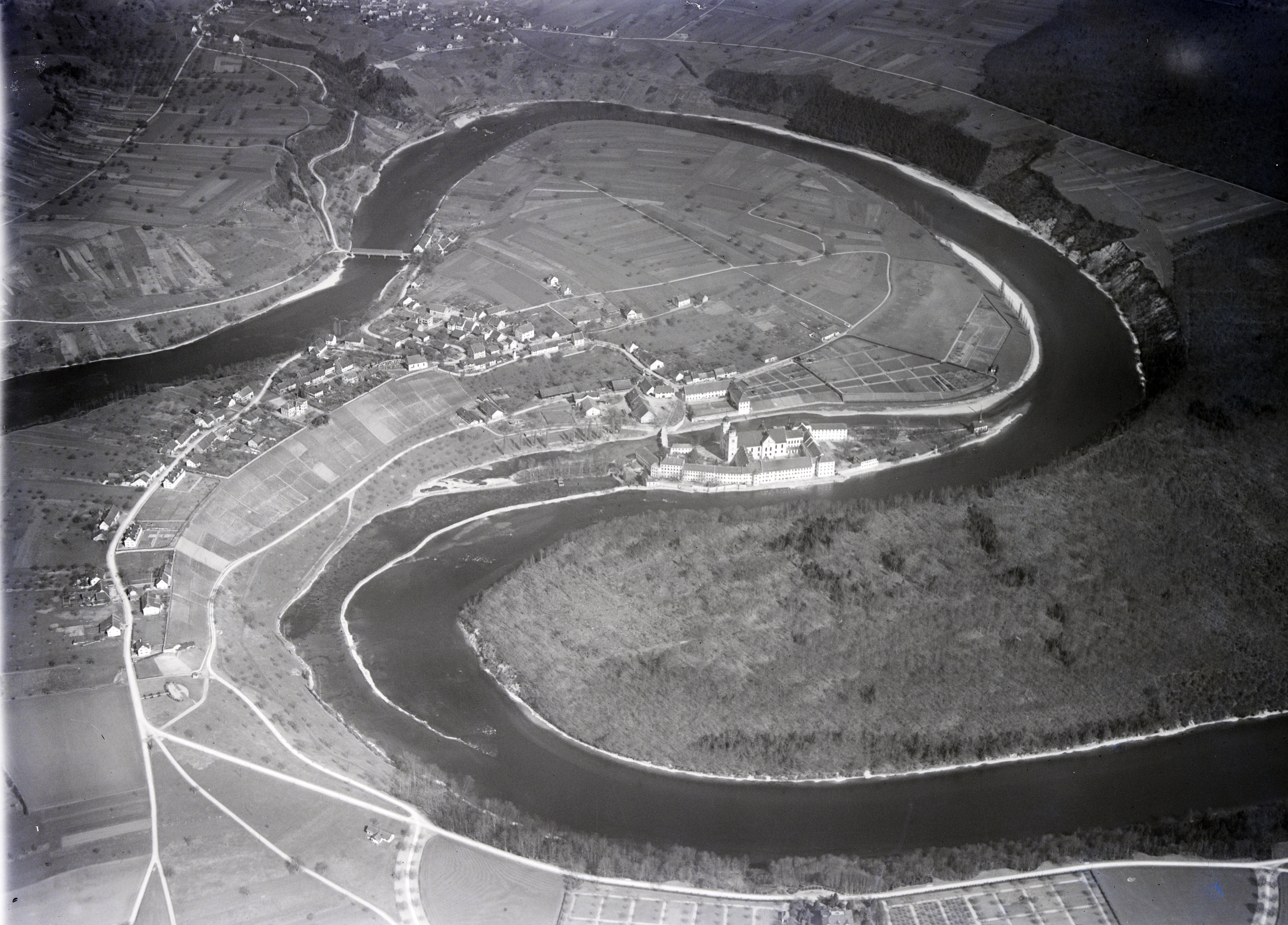
Photo aérienne prise à 500 m par Walter Mittelholzer (1929).

L'histoire de Rheinau commence à l'âge de bronze avec la présence attestée d'un Oppidum (Altenburg Rheinau). Plus tard, selon la légende vers 778, fut fondée l'abbaye de Rheinau. En 1126, le comte Rodolphe de Lenzbourg fit fortifier l'agglomération qui s'était développée près du monastère. En dépit de la forte opposition des comtes de Sulz, un accord de protection fut conclu en 1455 avec la Confédération dans le but de préserver le couvent d'empiétements supplémentaires de la part de familles nobles implantées dans le Klettgau voisin. En partant de Zurich, la Réforme s'est aussi propagée jusqu'à Rheinau en 1529, mais en 1532 l'abbaye fut rouverte et se développa en un centre de la Contre-Réforme.
Pendant les troubles résultant de l'entrée des Français en Suisse en 1798, le monastère fut temporairement dissous, mais il reprit ses activités en 1803 à la suite de l'Acte de médiation. Le territoire de l'abbaye, avec la petite cité de Rheinau, fut rattaché au canton de Zurich à la même époque avec le statut de commune. Après le retrait des religieux de l'abbaye, les bâtiments annexes de celle-ci servirent de clinique psychiatrique de 1862 à 2000. Depuis le début de 2000, les 5 000 m2 de ces bâtiments sont vacants et attendent une nouvelle affectation. L'église, visitable sur demande, est restée intacte et constitue un des joyaux du canton de Zurich.

## Lieux et monuments
- L'ancienne abbaye bénédictine

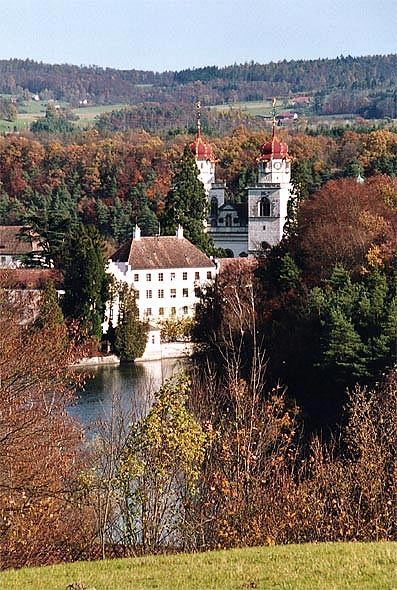
L'abbaye de Rheinau.
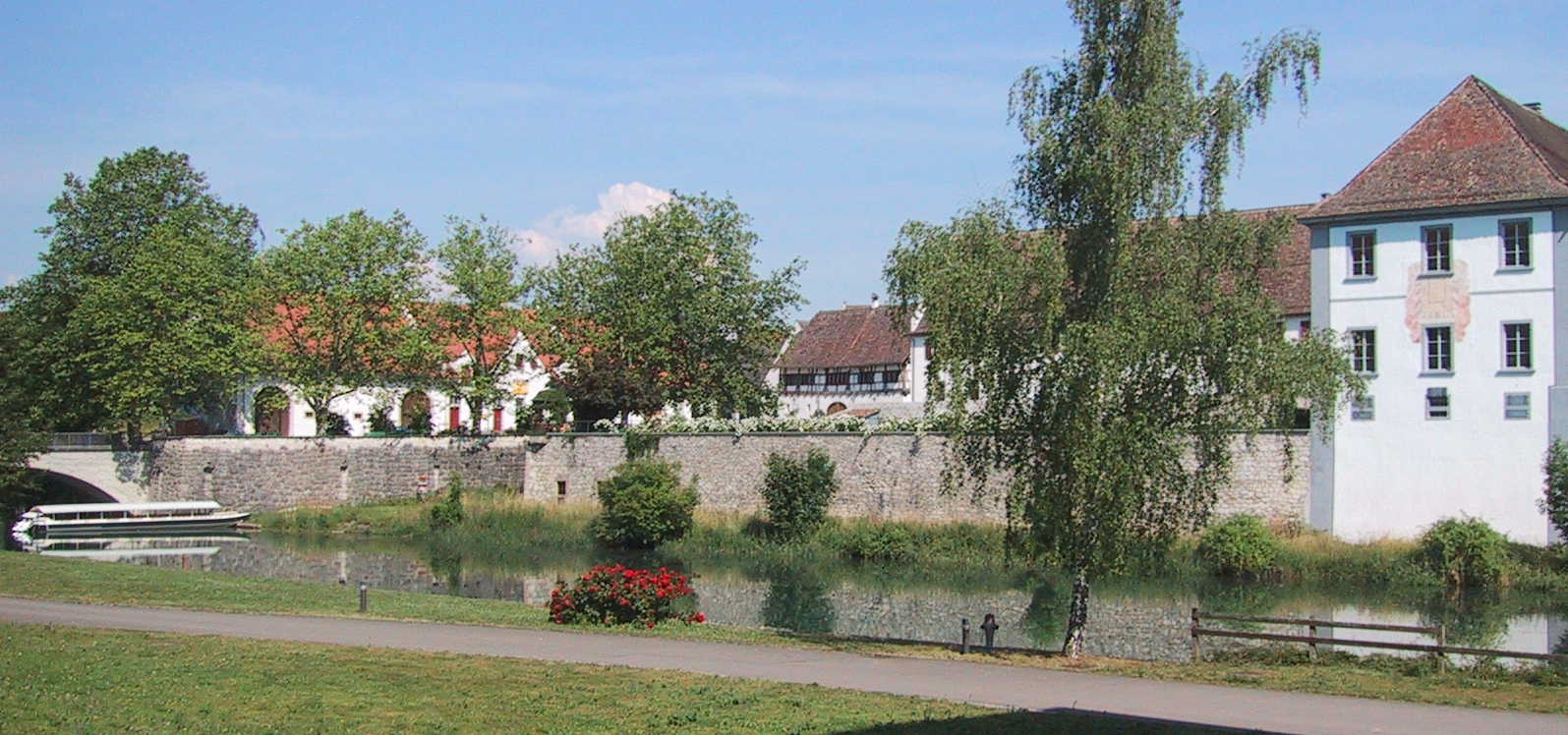
L'abbaye de Rheinau.
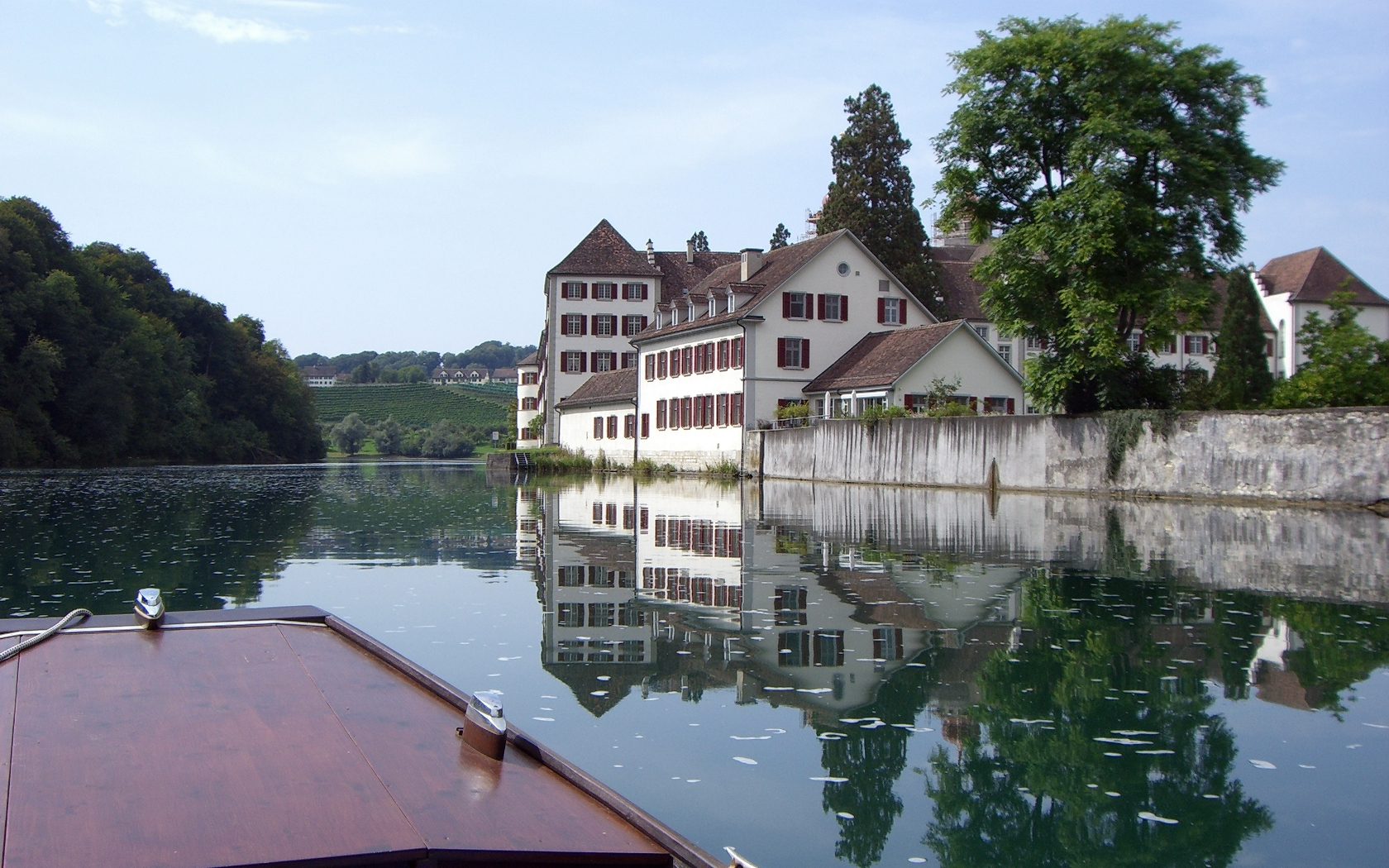
L'île de l'abbaye.
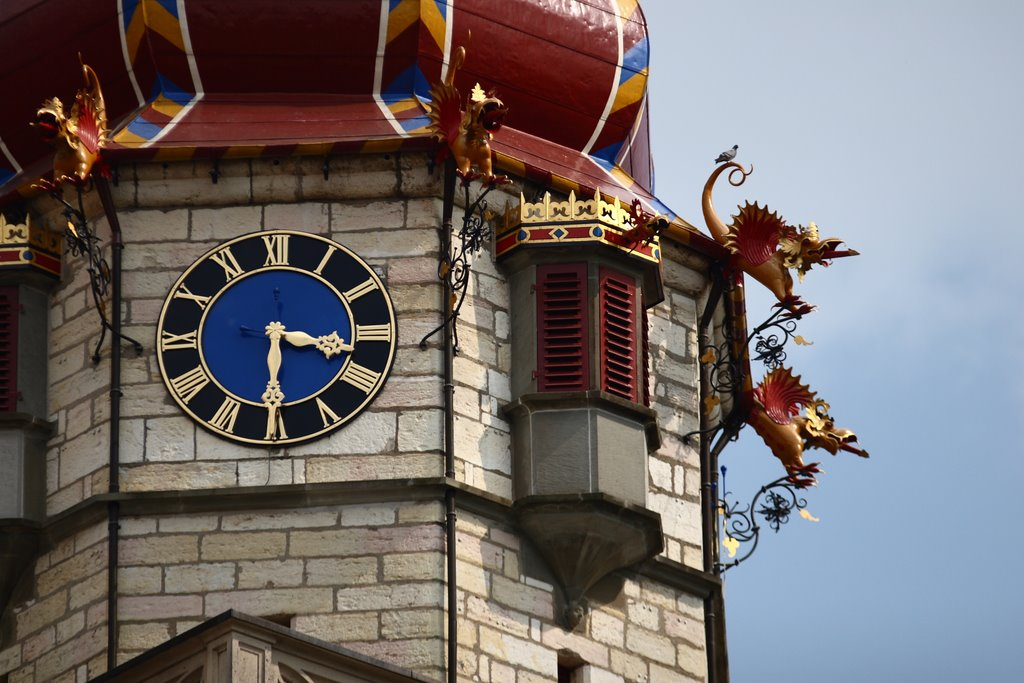
Détail de l'abbaye.
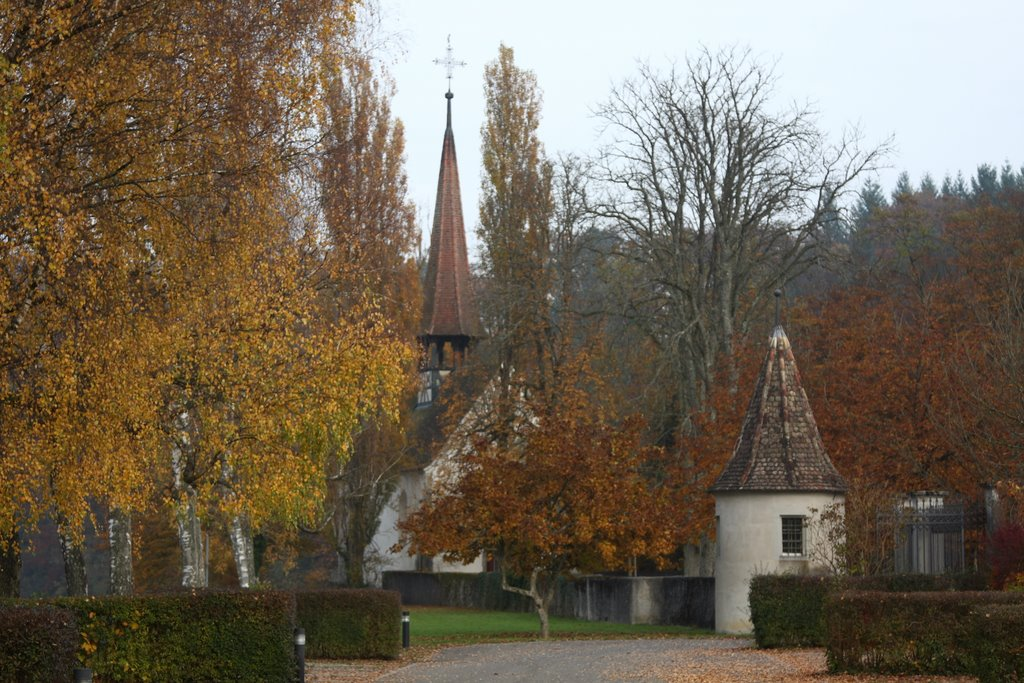
La Spitzkapelle au fond des jardins de l'abbaye.

- Le pont de bois couvert sur le Rhin reliant Altenburg, localité de la ville de Jestetten en Allemagne, et Rheinau
- Péninsule / île (Oppidum celtique, cité médiévale, installation de fossé de rempart préhistorique)
- Mannhausen, Strickboden, Köpferplatz (parties des fortifications romaines du Rhin)
- Agglomération du haut Moyen Âge
- Maison commerciale « zur Stube » (à la chambre)
- Maisons Waldkirch et Wellenberg
- Église paroissiale Saint-Nicolas (église de montagne)

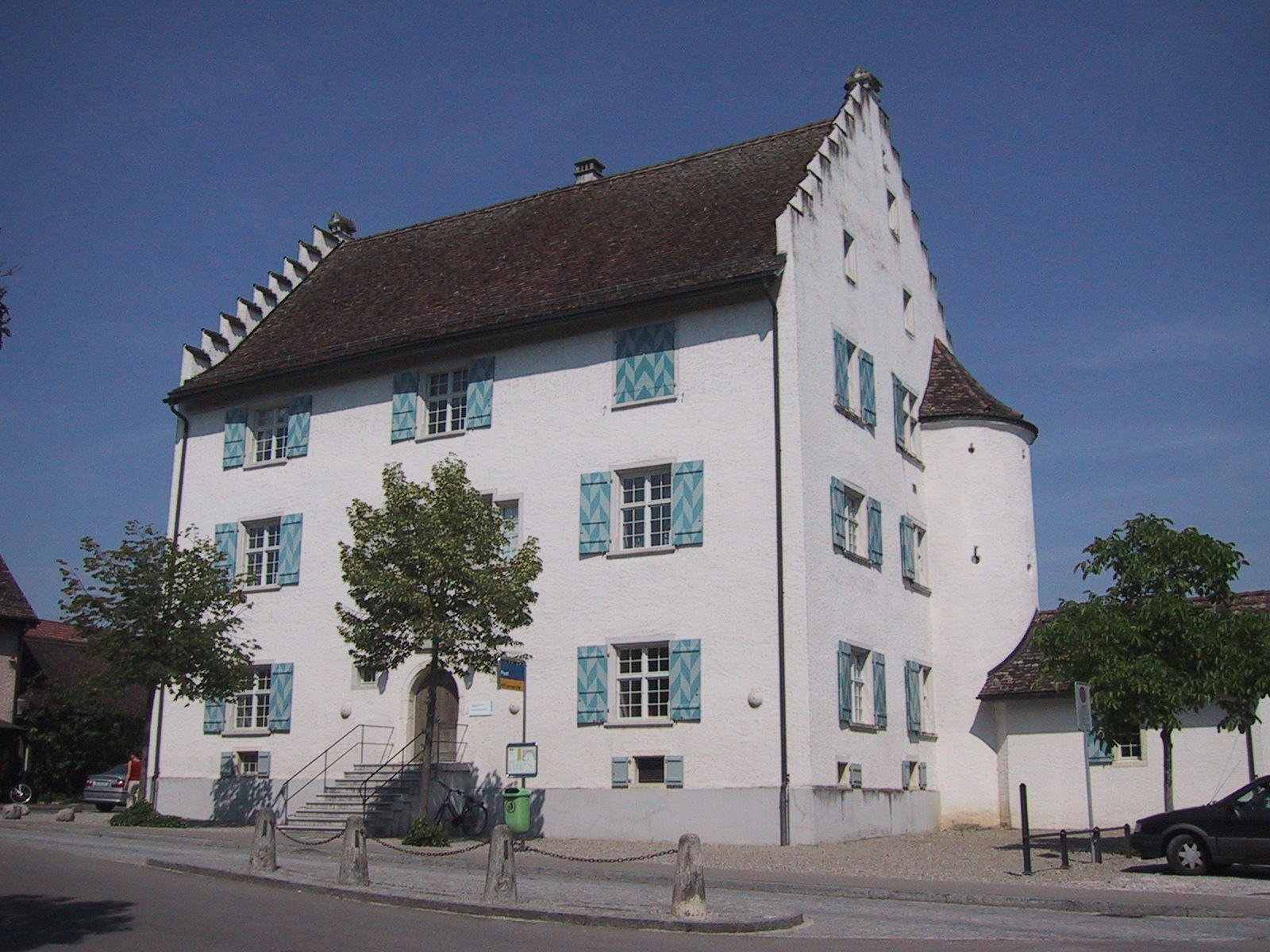
La cure.
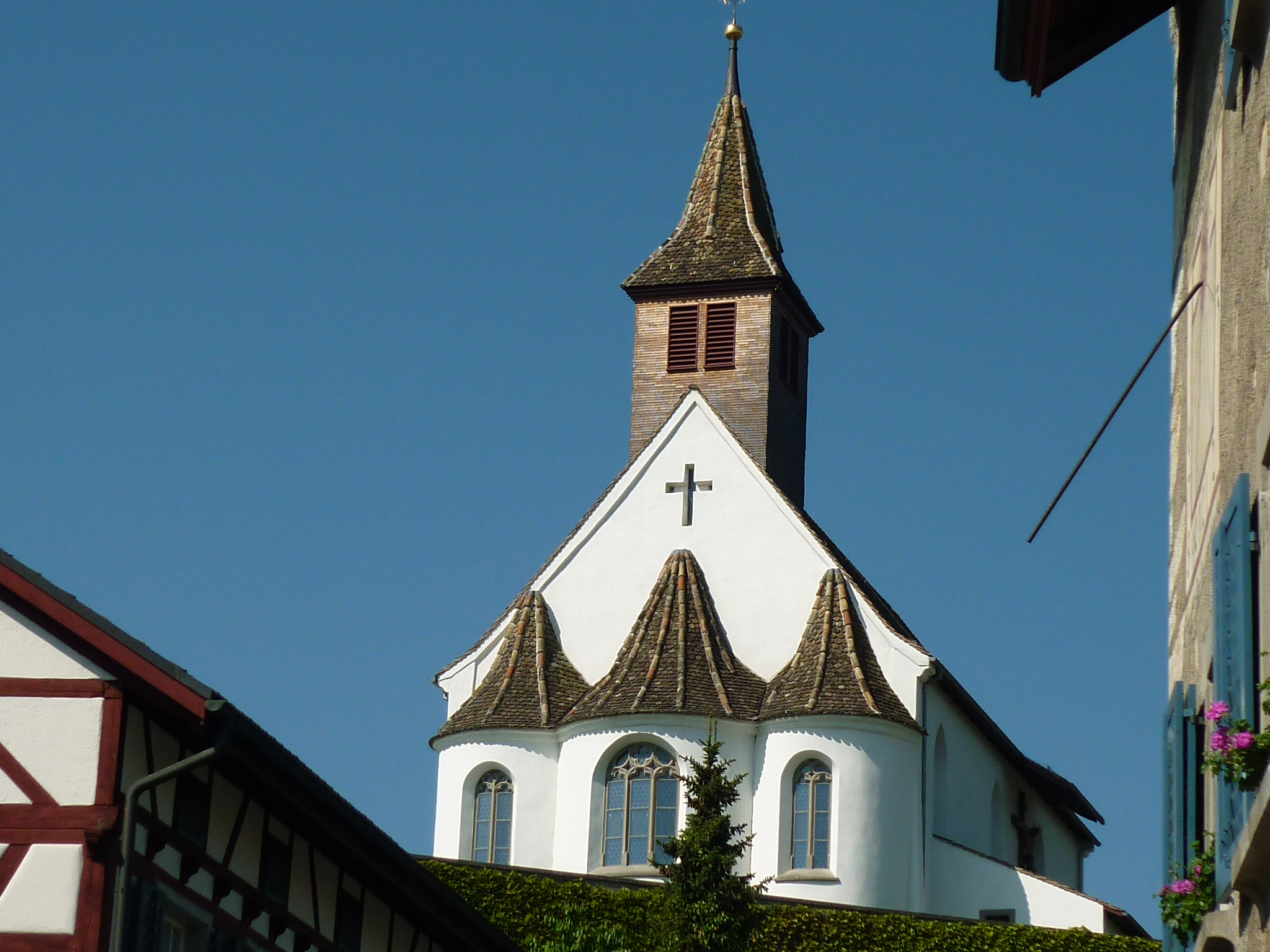
L'église paroissiale catholique.

- Presbytère catholique (aussi appelé « Mandachisches Haus »)
- Fortifications de la ville
- Café « zum Buck »
- Ancienne halle aux grains et maison du commerce du sel
- Hôtel « zum Salmen » (au saumon)
- Centrale hydro-électrique de Rheinau
- Diverses anciennes fermes et maisons
- Ancien hôtel « zum Ochsen » (au bœuf)
- Clinique psychiatrique du nouveau Rheinau
- École primaire